# Pierre-Auguste Renoir

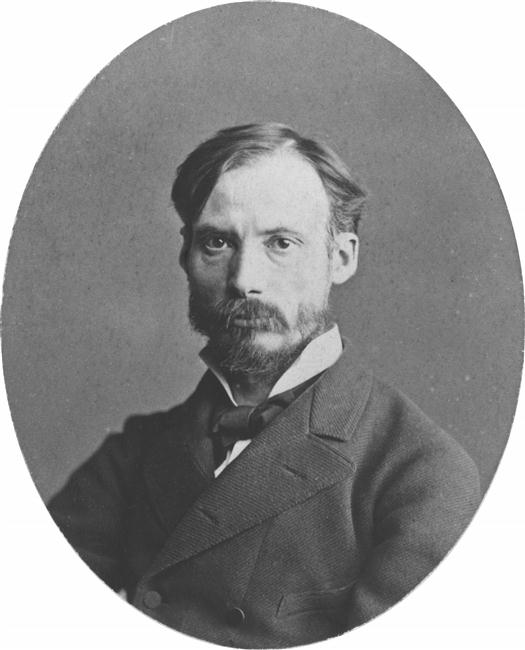
Pierre-Auguste Renoir (um 1875)

Pierre-Auguste Renoir [pjɛːʁ oˈgyst ʁəˈnwaːʁ] (* 25. Februar 1841 in Limoges, Limousin; † 3. Dezember 1919 in Cagnes-sur-Mer, Côte d’Azur), oft nur Auguste Renoir genannt, war einer der bedeutendsten französischen Maler des Impressionismus.

## Leben

### Kindheit und Jugend

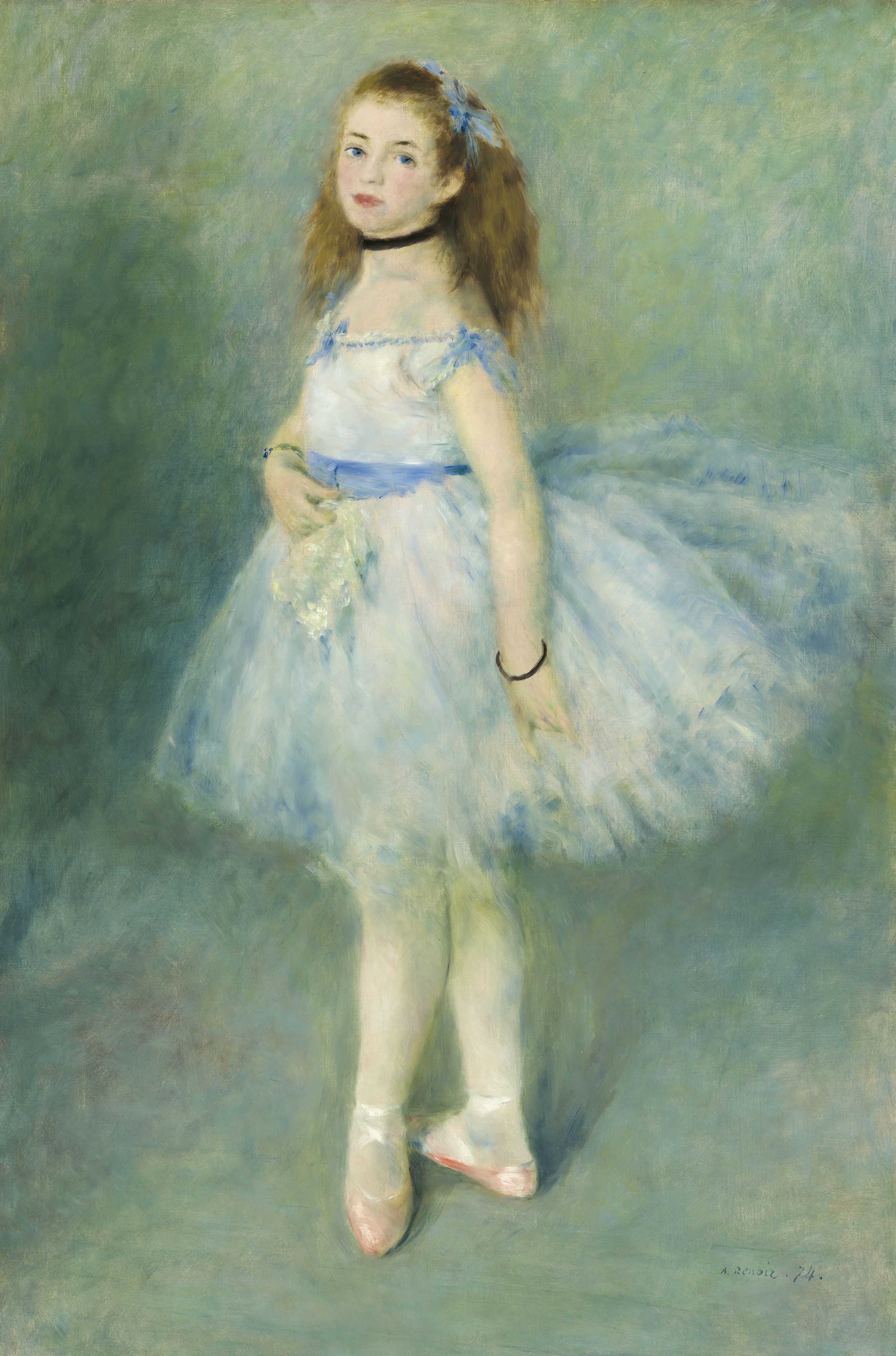
Tänzerin, 1874 (Danseuse)

Pierre-Auguste Renoir, genannt Auguste Renoir, wurde am 25. Februar 1841 in Limoges geboren. Er war das sechste von sieben Kindern und stammte aus einer Handwerkerfamilie. Sein Vater, Léonard Renoir (1799–1874), war Schneider, seine Mutter, Marguerite Merlet (1807–1896), Schneiderin. Als Pierre-Auguste drei Jahre alt war, zog die Familie nach Paris und fand Unterkunft in der Nähe des Louvre, der damals nicht nur ein Museum war, sondern auch Büros und Wohnräume beherbergte. Sein jüngerer Bruder war der spätere Journalist Edmond Renoir.
Mit 13 Jahren trat Renoir eine Lehre als Porzellanmaler an. Bereits mit 15 Jahren beherrschte er dies so gut, dass ihm die Manufaktur anspruchsvolle Malarbeiten anvertraute, die sonst den erfahrenen Porzellanmalern vorbehalten waren. Von seinem Lohn konnte er eigenständig leben und sogar seine Eltern unterstützen. Um diese Zeit setzten sich jedoch mechanische Druckverfahren für Porzellan durch, und die Manufaktur musste schließen, als er 17 Jahre alt war. Renoir musste seinen Lebensunterhalt nun mit dem Bemalen von Fächern und Markisen und dem Kolorieren von Wappen bestreiten.

### Renoirs impressionistische Phase
Von 1861 bis 1864 studierte Renoir Malerei in der Klasse des Schweizer Malers Charles Gleyre. Bald jedoch suchte er sich andere künstlerische Vorbilder als seinen Lehrer, nämlich Gustave Courbet und Díaz de la Peña, denen er zufällig bei der Malarbeit im Wald begegnet war und die ihn ermunterten, stets nach dem Leben und dem Modell zu malen.
Er schloss Freundschaft mit Claude Monet, Alfred Sisley und Frédéric Bazille und malte mit ihnen gemeinsam im Freien. Im Jahr 1864 wurde zum ersten Mal ein Bild von ihm für den Pariser Salon, oft einfach nur Salon genannt, angenommen. Im Salon von 1868 war er mit dem Bild Lise mit dem Sonnenschirm vertreten, für das Lise Tréhot Modell stand. Sie war von etwa 1865 bis 1871 Renoirs Geliebte.
Seine Erfahrungen im Freien wirkten sich auch auf seine Atelierbilder aus. Kritiker wurden auf ihn aufmerksam und lobten die Frische und Natürlichkeit seiner Bilder. Trotzdem fanden sich kaum Käufer. 1869 lebte Renoir in solch bitterer Armut, dass er, wie er später selbst schrieb, nicht einmal jeden Tag etwas zu essen hatte.

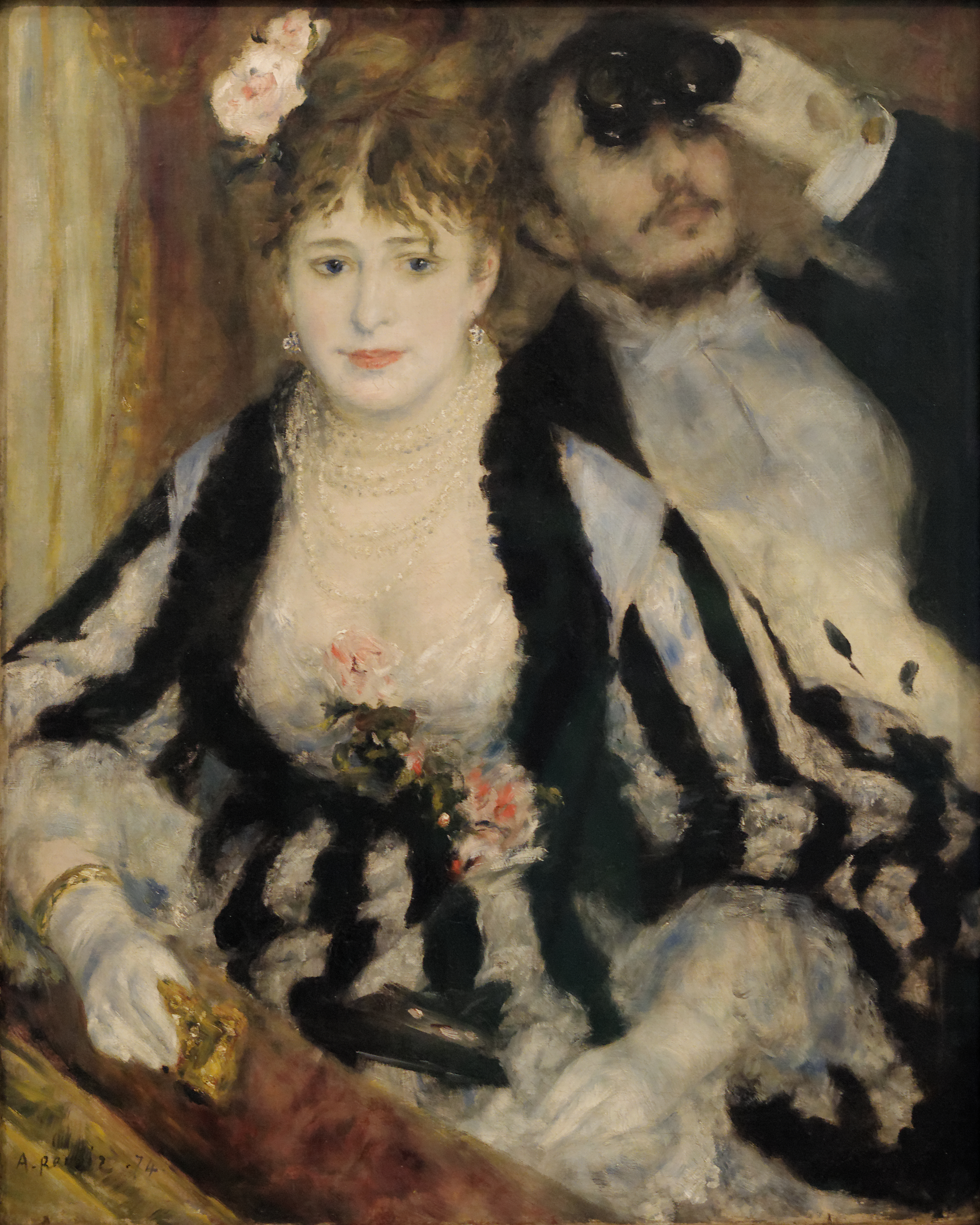
Die Loge, 1874 (La loge)

1870, im Deutsch-Französischen Krieg, meldete sich Renoir freiwillig zu einem Kavallerieregiment, wurde jedoch nur weit weg von den Kampfhandlungen stationiert. 1871, nach Paris zurückgekehrt, geriet er in den Aufstand der Pariser Kommune. Von den Kommunarden in die Wehrpflicht gezwungen, bekam er große Schwierigkeiten, als er aus Paris zu fliehen versuchte und von den Truppen der Gegenseite gefangen genommen wurde.
Nach dem Krieg nahm er bald wieder Kontakt zu seinen Freunden Monet und Sisley auf und verbrachte in den Sommern der 1870er Jahre viel gemeinsame Zeit mit ihnen und mit Édouard Manet. Ein bekanntes Gemälde von ihm aus jener Zeit zeigt die Familie Monet im Garten ihres Hauses in Argenteuil. Von Manet gibt es eine eigene Interpretation des gleichen Themas. Beide, Manet und Renoir, hatten ihre Staffeleien nebeneinander gestellt und die gleiche Szene gemalt.

Tanz im Garten der Moulin de la Galette, 1876
(Bal au Moulin de la Galette)

Renoir liebte es, gesellschaftliche Anlässe darzustellen und Lebensfreude in Bilder umzusetzen. Trotz der Bewegungen der dargestellten Personen wie bei Tanz im Moulin de la Galette und der Ausgelassenheit integrierte er kleine Stillleben.
Anders als Monet und die anderen Impressionisten bemühte sich Renoir weiterhin um die Aufnahme seiner Bilder in den Salon, beteiligte sich jedoch 1874 mit großem Enthusiasmus an der Vorbereitung und Durchführung der ersten Impressionisten-Ausstellung, ebenso an der Ausstellung von 1876.
Es gelang ihm, Bilder an die Kunsthändler Paul Durand-Ruel und Père-Martin zu verkaufen. Durand-Ruel, ein großer Förderer der Impressionisten, gab ihm Geld, so dass sich Renoir ein Atelier mieten konnte. Diese Einnahmen waren jedoch so knapp bemessen, dass sie gerade eben ausreichten, um den Lebensunterhalt zu bestreiten.
Seine finanzielle Situation wendete sich Mitte der 1870er Jahre zum Guten, als Renoir den Zollbeamten Victor Chocquet und den Verleger Georges Charpentier kennenlernte und von ihnen Aufträge für Porträts und ein großes Tafelbild bekam. Durch die Fürsprache der einflussreichen Madame Charpentier weitete sich sein Bekanntenkreis in der besseren Gesellschaft aus, und er erhielt in den folgenden Jahren so viele Porträtaufträge, dass sie ihm zeitweise sogar lästig wurden.
In den Jahren 1881/1882 unternahm Renoir drei große Reisen nach Algerien, Italien und wieder nach Algerien. 1882 porträtierte er in Palermo den Komponisten Richard Wagner.

### Nachimpressionistische Lebensphase

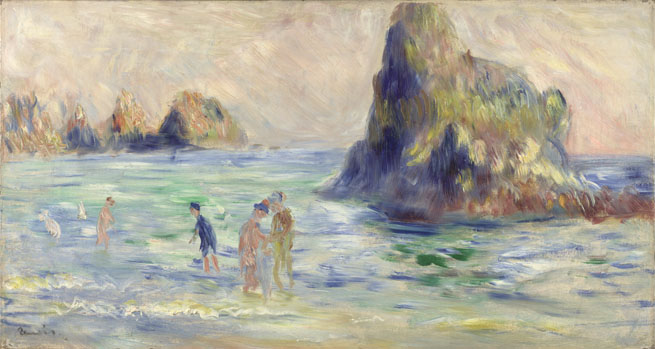
Moulin Huet Bay (1883)

Nach einem Aufenthalt 1881 in Italien, während er ein um 1400 verfasstes Handbuch für Maler las, orientierte er sich stark an Raffaels Fresken und an Jean-Auguste-Dominique Ingres, es begann die Ingres-Periode oder auch trockene Periode. Renoir begann sich von Grund auf neu zu orientieren, er wandte sich vom Spontanen ab und zeichnete die Formen schärfer, blieb aber bei den Motiven voller Lebensfreude. Er wandte sich auch vom Impressionismus ab und dem Klassizismus zu. Eine Reise im September 1883 führte ihn auf die Insel Guernsey, wo eine Reihe von Gemälden entstanden, unter anderem Moulin Huet Bay.

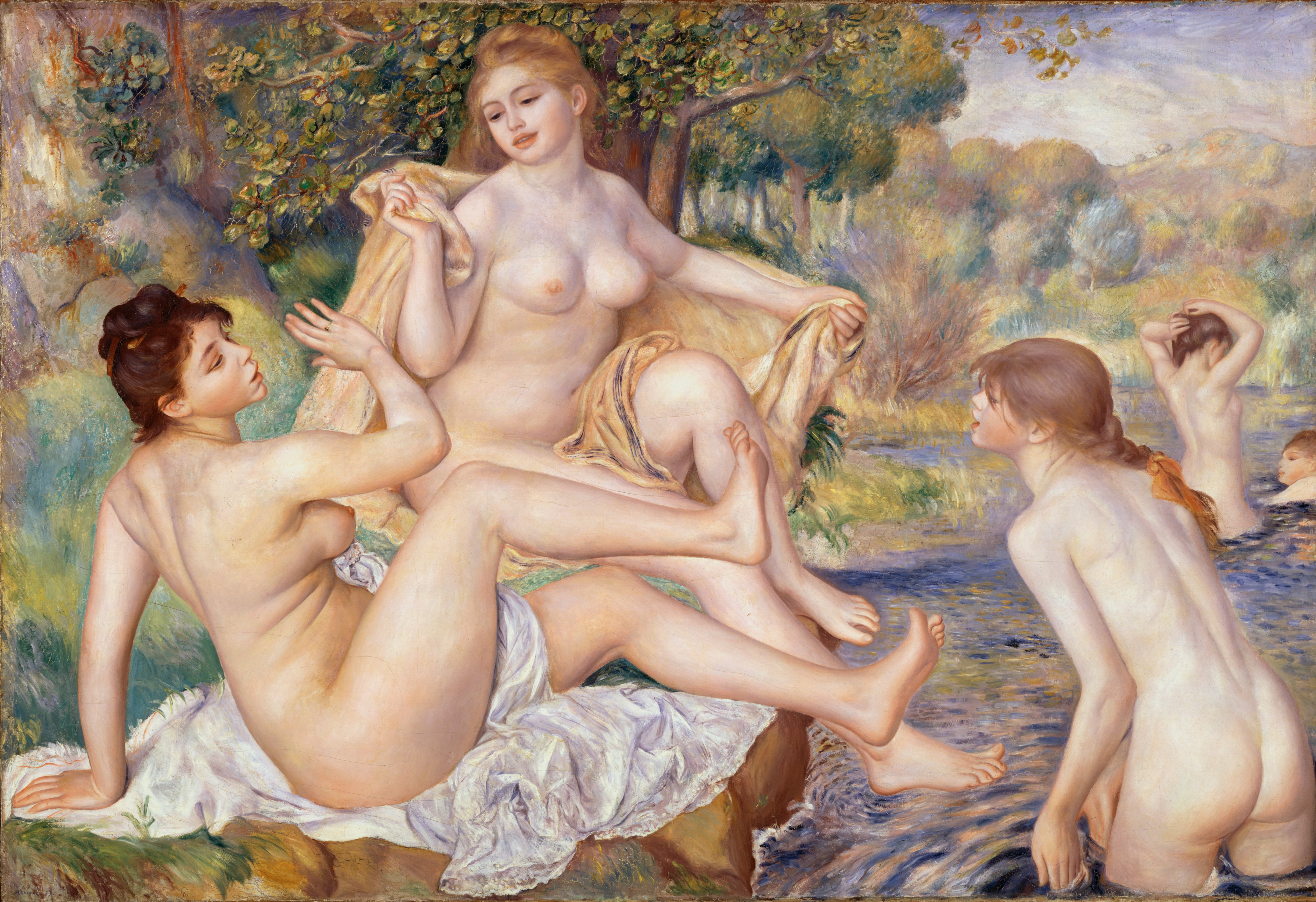
Die großen Badenden, 1887
(Les Grandes Baigneuses)

Um 1883 herum geriet Renoir in eine schöpferische Krise. Beim Publikum und bei der Kritik spürte er in jener Zeit laues Desinteresse, und über sich selbst äußerte er, dass er sich in einer künstlerischen Sackgasse befinde. Die Arbeit jener Jahre kulminierte in dem Bild Die großen Badenden von 1887, in das er Jahre an Vorstudien investiert hatte und das eine Fülle kunsthistorischer Zitate enthält.
Am 23. März 1885 gebar seine Geliebte Aline Charigot, die er Anfang der 1880er Jahre kennengelernt und die ihn nach Italien begleitet hatte, das gemeinsame erste Kind, den Sohn Pierre Renoir, der später als Schauspieler bekannt wurde. Am 14. April 1890 heiratete Renoir Aline. Der zweite Sohn Jean Renoir, geboren 1894, ergriff später den Beruf des Filmregisseurs. Der dritte Sohn Claude, auch „Coco“ genannt, wurde am 4. August 1901 geboren.
Ende der 1880er Jahre fand er seine Freude an der Farbigkeit und am flüssigen, sinnlichen Malen wieder. Die Abkehr von seinem impressionistischen Malstil der 1870er Jahre blieb jedoch endgültig.

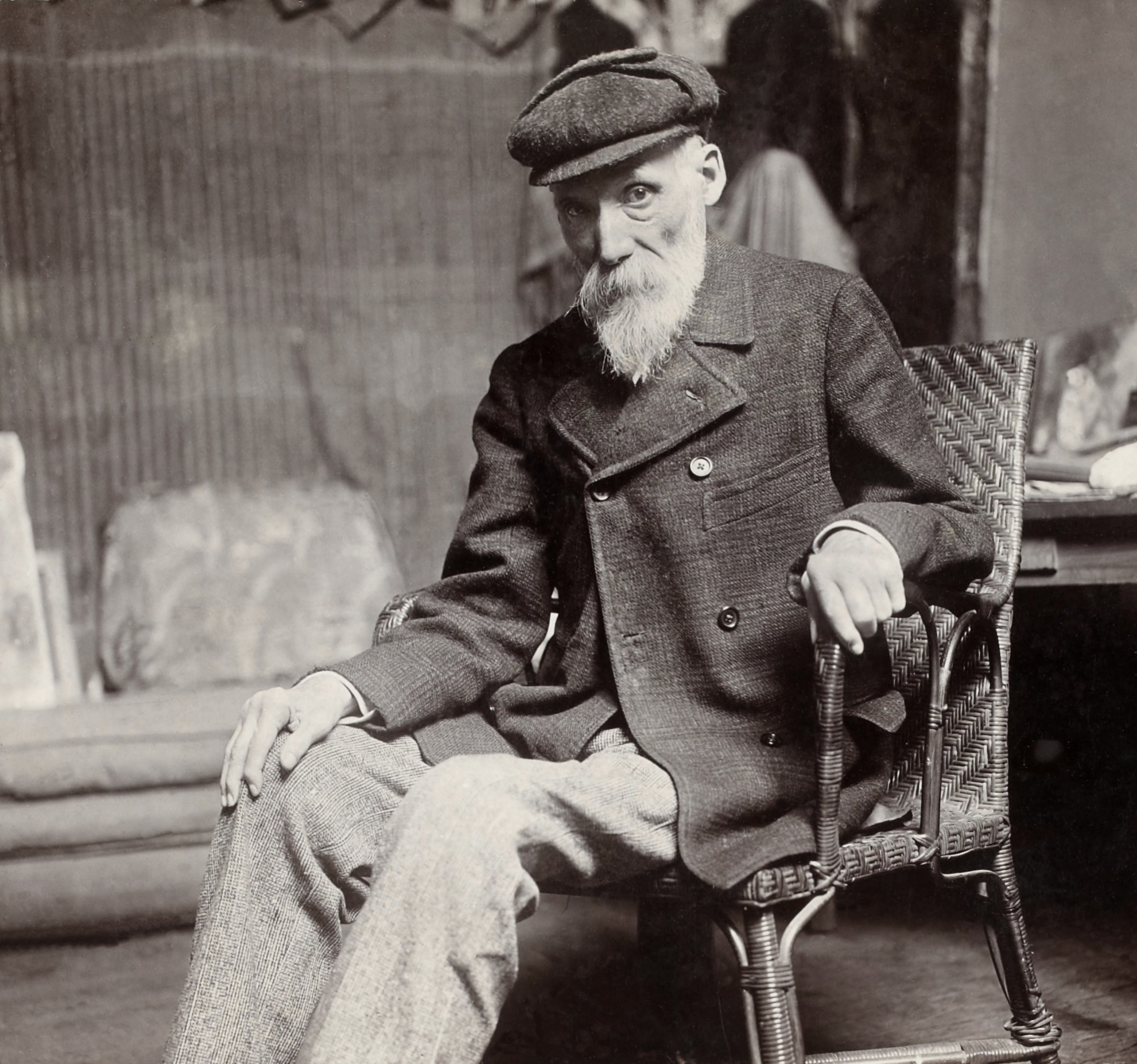
Pierre-Auguste Renoir, um 1910

Um 1892 zeigten sich bei Renoir die ersten Anzeichen von rheumatoider Arthritis. Damals wurde fälschlicherweise Gicht diagnostiziert. Er merkte durch mehrere Kuraufenthalte, dass es ihm im milden Mittelmeerklima besser ging, und zog 1907 dauerhaft nach Les Collettes, einem Landhaus mit großem Garten in Cagnes-sur-Mer bei Nizza. Das ihm gewidmete Museum wurde 1960 eröffnet.
Trotz seiner Krankheit malte er unaufhörlich. Renoir saß mittlerweile im Rollstuhl und ließ sich, nach eigenen Angaben, täglich den Pinsel an die Hand binden, da er ihn nicht mehr halten konnte. Durch Aristide Maillol erhielt Renoir die Möglichkeit mit dessen Schüler Richard Guino zusammenzuarbeiten. So konnte Renoir noch einmal mit dieser Zusammenarbeit Werke wie u. a. Venus Victrix, Die große Wäscherin (1917) und Mutter und Kind (1916) verwirklichen.
Pierre-Auguste Renoir starb im Jahr 1919 im Alter von 78 Jahren und hinterließ rund 6000 Werke: Landschaftsbilder, Stillleben, Porträts von Erwachsenen und Kindern, Aktbilder, Bilder vom Tanzvergnügen und vom Familienleben. Sein Grab befindet sich auf dem Friedhof in Essoyes im Département Aube in der Champagne.

## Werke (Auswahl)
| Bild | Titel                                               | Wann entstanden | Größe, Material                             | Ausstellung/Sammlung/Besitzer                                             |
| ---- | --------------------------------------------------- | --------------- | ------------------------------------------- | ------------------------------------------------------------------------- |
|      | Blumen im Gewächshaus                               | 1864            | Öl auf Leinwand                             | Hamburger Kunsthalle                                                      |
|      | Mademoiselle Romaine Lascaux                        | 1864            | 81 × 65 cm, Öl auf Leinwand                 | Cleveland Museum of Art in Cleveland                                      |
|      | Der Maler Bazille an seiner Staffelei               | 1867            | 105 × 73 cm, Öl auf Leinwand                | Musée d’Orsay in Paris                                                    |
|      | Lise mit dem Sonnenschirm                           | 1867            | 184 × 115 cm, Öl auf Leinwand               | Folkwang Museum in Essen                                                  |
|      | Der Zirkusclown                                     | 1868            | 192 × 128 cm, Öl auf Leinwand               | Kröller-Müller Museum in Otterlo                                          |
|      | Im Sommer                                           | 1868            | 85 × 59 cm, Öl auf Leinwand                 | Alte Nationalgalerie in Berlin                                            |
|      | Das Ehepaar Sisley                                  | 1868            | 105 × 75 cm, Öl auf Leinwand                | Wallraf-Richartz-Museum & Fondation Corboud in Köln                       |
|      | La Grenouillère                                     | 1869            | 66 × 86 cm, Öl auf Leinwand                 | Schwedisches Nationalmuseum in Stockholm                                  |
|      | Der Spaziergang                                     | 1870            | 80 × 64 cm, Öl auf Leinwand                 | J. Paul Getty Museum in Los Angeles                                       |
|      | Odaliske                                            | 1870            | 69 × 123 cm, Öl auf Leinwand                | National Gallery of Art in Washington, D.C.                               |
|      | Pont-Neuf                                           | 1872            | 74 × 93 cm, Öl auf Leinwand                 | National Gallery of Art in Washington, D.C.                               |
|      | Madame Monet auf dem Diwan                          | 1872            | 54 × 73 cm, Öl auf Leinwand                 | Museu Calouste Gulbenkian in Lissabon                                     |
|      | Claude Monet, malend in seinem Garten in Argenteuil | 1873            | 46 × 60 cm, Öl auf Leinwand                 | Wadsworth Atheneum in Hartford (Connecticut)                              |
|      | Madame Monet und ihr Sohn                           | 1874            | 51 × 68 cm, Öl auf Leinwand                 | National Gallery of Art in Washington, D.C.                               |
|      | Die Loge                                            | 1874            | 80 × 64 cm, Öl auf Leinwand                 | Courtauld Institute of Art in London                                      |
|      | Tänzerin                                            | 1874            | 142 × 93 cm, Öl auf Leinwand                | National Gallery of Art in Washington, D.C.                               |
|      | Die Pariserin                                       | 1874            | 82 × 101 cm, Öl auf Leinwand                | National Museum Cardiff in Cardiff                                        |
|      | Madame Victor Chocquet                              | 1875            | 75 × 60 cm, Öl auf Leinwand                 | Staatsgalerie Stuttgart in Stuttgart                                      |
|      | Nach dem Bade                                       | 1876            | (verglast): 92,4 × 73,2 cm, Öl auf Leinwand | Belvedere in Wien                                                         |
|      | Die Schaukel                                        | 1876            | 92 × 73 cm, Öl auf Leinwand                 | Musée d’Orsay in Paris                                                    |
|      | Bal au Moulin de la Galette                         | 1876            | 131 × 175 cm, Öl auf Leinwand               | Musée d’Orsay in Paris                                                    |
|      | Der Ausflug des Konservatoriums                     | 1876–1877       | 187 × 117 cm, Öl auf Leinwand               | Barnes Foundation in Merion bei Philadelphia                              |
|      | Jeanne Samary                                       | 1878            | 173 × 102 cm, Öl auf Leinwand               | Generalstabsgebäude in Sankt Petersburg                                   |
|      | Madame Charpentier und ihre Kinder                  | 1878            | 131 × 88 cm, Öl auf Leinwand                | Metropolitan Museum of Art in New York                                    |
|      | Das Boot                                            | ca. 1878        | 54,5 × 65,5 cm, Öl auf Leinwand             | Museum Langmatt in Baden                                                  |
|      | Die Welle                                           | 1879            | 64,8 × 99,2 cm, Öl auf Leinwand             | Art Institute of Chicago in Chicago                                       |
|      | Ruderer in Chatou                                   | 1879            | 81 × 100 cm, Öl auf Leinwand                | National Gallery of Art in Washington, D.C.                               |
|      | Nach dem Mittagessen (La fin du déjeuner)           | 1879            | 100,5 × 81,3 cm, Öl auf Leinwand            | Städel Museum in Frankfurt am Main                                        |
|      | Lesendes Mädchen                                    | 1880            | 57 × 47,5 cm, Öl auf Leinwand               | Städel Museum in Frankfurt am Main                                        |
|      | Das Frühstück der Ruderer                           | 1880–1881       | 130 × 173 cm, Öl auf Leinwand               | Phillips Collection in Washington, D.C.                                   |
|      | Der Dogenpalast in Venedig                          | 1881            | 54,5 × 65 cm, Öl auf Leinwand               | Sterling and Francine Clark Art Institute in Williamstown (Massachusetts) |
|      | Le Grand Canal, Venise (Gondole)                    | 1881            | 54 × 64,8 cm, Öl auf Leinwand               | Im Dezember 2014 bei Koller in Zürich in die USA versteigert              |
|      | Früchte des Südens                                  | 1881            | 51 × 68,5 cm, Öl auf Leinwand               | Art Institute of Chicago in Chicago                                       |
|      | Die Regenschirme                                    | 1881–1885       | 180 × 115 cm, Öl auf Leinwand               | National Gallery in London                                                |
|      | Richard Wagner                                      | 1882            | 53 × 46 cm, Öl auf Leinwand                 | Musée d’Orsay in Paris                                                    |
|      | Tanz in der Stadt                                   | 1882–1883       | 180 × 90 cm, Öl auf Leinwand                | Musée d’Orsay in Paris                                                    |
|      | Tanz auf dem Land                                   | 1882–1883       | 180 × 90 cm, Öl auf Leinwand                | Musée d’Orsay in Paris                                                    |
|      | Porträt von Paul Haviland                           | 1884            | 57 × 43 cm, Öl auf Leinwand                 | Nelson-Atkins Museum of Art in Kansas City                                |
|      | Nachmittag der Kinder in Wargemont                  | 1884            | Öl auf Leinwand                             | Museum Alte Nationalgalerie, Berlin                                       |
|      | Das Kind mit Peitsche                               | 1885            | 81 × 92 cm, Öl auf Leinwand                 | Generalstabsgebäude in Sankt Petersburg                                   |
|      | Der Zopf                                            | um 1886/87      | 57 × 47 cm, Öl auf Leinwand                 | Museum Langmatt in Baden                                                  |
|      | Die großen Badenden                                 | 1887            | 115 × 170 cm, Öl auf Leinwand               | Philadelphia Museum of Art in Philadelphia                                |
|      | Junge Mädchen am Klavier                            | 1892            | 116 × 90 cm, Öl auf Leinwand                | Musée d’Orsay in Paris                                                    |
|      | Jean Renoir, nähend                                 | 1900            | 55 × 46 cm, Öl auf Leinwand                 | Wallraf-Richartz-Museum & Fondation Corboud in Köln                       |
|      | Das Urteil des Paris                                | 1908            | 81 × 100 cm, Öl auf Leinwand                | Phillips Collection in Washington, D.C.                                   |
|      | Badende, ihr Bein abtrocknend                       | 1910–1911       | 84 × 65 cm, Öl auf Leinwand                 | Museu de Arte de São Paulo in São Paulo                                   |
|      | Sitzendes Mädchen                                   | 1910–1917       | Schwarze Kreide                             | Albertina (Wien)                                                          |
|      | Ruhe nach dem Bad                                   | 1918–1919       | 110 × 160 cm, Öl auf Leinwand               | Musée d’Orsay in Paris                                                    |

## Rezeption
Nach dem Kunstkritiker Raymond Cogniat kann man Renoirs Leben in vier Phasen einteilen: „Die erste von den Anfängen des Malers bis in die ersten Jahre des Impressionismus, dazu gehören Familienszenen, Portraits von Verwandten und Freunden. In der zweiten Periode entstehen die Auftragsportraits, so erhält Renoir Anerkennung in dem anspruchsvollen Bürgertum. Die dritte Periode zeigt durchkonzipiertere Gemälde, Konturen und Klarheit der Darstellungen werden professioneller. Völlige Unabhängigkeit findet sich in der vierten Phase, in der seine Umgebung wie Kinder, Frau und Hausmädchen Gabrielle miteinbezogen werden.“
In der 2012 von Kurator Colin Bailey konzipierten Ausstellung Renoir, Impressionism, and Full-Length Painting in der Frick Collection in New York City konnte man Renoir nicht nur als Farb-, sondern insbesondere auch als Kleidermode-Kenner erleben. In die Schau wurden ausschließlich seine hochformatigen Ganzkörperbilder aus den Jahren zwischen 1874 und 1885 einbezogen.
Der Film Eine Landpartie (1936 gedreht, 1946 veröffentlicht) seines Sohnes Jean Renoir gilt als Hommage an seinen Vater, in diesem Film rekurriert er Pierre-Auguste Renoirs impressionistische Malereien von Landpartien und Kanufahrern. 1952 entstand mit Joy of Living; The Art of Renoir ein Oscar-nominierter Kurzfilm von Jean Oser, der sich mit dem Leben und Werk des Künstlers beschäftigt.
Der 2012 gedrehte Film Renoir zeigt neben dem Protagonisten Renoir die Schauspielerin Catherine Hessling, eines seiner letzten Aktmodelle, die mit seinem Sohn Jean Renoir verheiratet war.

## Eponyme
Der Asteroid (6677) Renoir und der Merkurkrater Renoir sind nach ihm benannt. Zudem tragen manche Prozessoren von AMD seinen Namen als Decknamen.